# Gbanlin
Gbanlin est l'un des neuf arrondissements de la commune de Ouèssè dans le département des Collines au Bénin.

## Géographie
L'arrondissement de Gbanlin est situé au nord-ouest du Bénin et compte 4 villages que sont Gbanlin, Idadjo, Tosso et Vossa.

## Démographie
Selon le recensement de la population de 2013 conduit par l'Institut national de la statistique et de l'analyse économique (INSAE), Gbanlin compte 16927 habitants  .